# Bos palaesondaicus
Bos palaesondaicus és una espècie extinta de mamífer artiodàctil de la família dels bòvids que visqué a l'illa de Java (avui part d'Indonèsia) durant el Plistocè mitjà, fa entre 120.000 i 900.000 anys. L'hàbitat predominant a l'illa en aquell temps eren els boscos oberts. Era un xic més petit que els seus antecessors i possiblement era l'avantpassat del banteng salvatge. Les banyes tenien un perfil transversal ovalat i es corbaven cap enrere. El nom específic palaesondaicus significa ‘sondaicus antic’.